# ヴァルコ・サビーノ
ヴァルコ・サビーノ（伊: Varco Sabino）は、イタリア共和国ラツィオ州リエーティ県にある、人口約160人の基礎自治体（コムーネ）。

## 地理

### 位置・広がり
リエーティ県のコムーネ。県都リエーティから南東へ23kmの距離にある。

#### 隣接コムーネ
隣接するコムーネは以下の通り。
- アスクレーア
- カステル・ディ・トーラ
- コンチェルヴィアーノ
- マルチェテッリ
- パガーニコ・サビーノ
- ペスコロッキアーノ
- ペトレッラ・サルト
- ロッカ・シニバルダ

### 気候分類・地震分類
ヴァルコ・サビーノにおけるイタリアの気候分類 (it) および度日は、zona E, 2715 GGである。
また、イタリアの地震リスク階級 (it) では、zona 2B (sismicità media) に分類される。

## 行政

### 分離集落
ヴァルコ・サビーノには、以下の分離集落（フラツィオーネ）がある。
- Rigatti, Rocca Vittiana, Poggio Vittiano